# Péter Szakály
Péter Szakály (Nagyatád, 17 agosto 1986) è un ex calciatore ungherese, di ruolo centrocampista.

## Caratteristiche tecniche
Trequartista, può giocare come esterno su entrambe le fasce.

## Carriera

### Club
Nel 2008 il Debrecen lo preleva in cambio di 50.000 euro dal Kaposvár.

### Nazionale
Debutta con la nazionale ungherese il 1º giugno 2012, a Praga, contro la Repubblica Ceca (1-2).

## Palmarès

### Club

#### Competizioni nazionali
- Coppa d'Ungheria: 1

Újpest: 2020-2021